# Малый Бузуков
Малый Бузуков (укр. Малий Бузуків) — село в Черкасском районе Черкасской области Украины.
До 2020 года село находилось в Смелянском районе. На основании Постановления Верховной Рады № 3650 с 18 июля 2020 года село входит в Черкасский район.
Почтовый индекс — 20740. Телефонный код — 4733.

## Население
Население по переписи 2001 года составляло 309 человек.

### Языковой состав
Родной язык населения по данным переписи 2001 года:
| Язык       | Численность, чел. | Доля     |
| ---------- | ----------------- | -------- |
| Украинский | 301               | 97,41 %  |
| Русский    | 8                 | 2,59 %   |
| Итого      | 309               | 100,00 % |

## Местный совет
До 2020 года сельский совет в селе Головятино по ул. Котляра, 1. Смелянский р-н, Черкасская обл. Индекс 20740
С 2020 года входит в Степанковскую ОТГ. 19634, с. Степанки, ул. Героев Украины, 124, Черкасский р-н, Черкасская обл.